# Щепковский, Анджей
Анджей Тадеуш Щепковский (пол. Andrzej Tadeusz Szczepkowski; 26 апреля 1923 — 31 января 1997) — польский актёр театра, кино, радио и телевидения; также театральный режиссёр и педагог, директор театра, сенатор.

## Биография
Анджей Щепковский родился в г. Суха-Бескидзка. Во время Второй мировой войны он жил во Львове и там получил советский аттестат зрелости. Театральное образование получил в Актёрской студии у Старого театра в Кракове, которую окончил в 1945 году. Актёр театров в Кракове, Познани, Катовице и Варшаве. Выступал в спектаклях польского «театра телевидения» в 1955—1995 годах и в радиопостановках «театра Польского радио». Преподаватель Театральной академии им. А. Зельверовича в Варшаве с 1967 года. Председатель Профсоюза работников культуры и искусства (1964—1968); вице-председатель и председатель Союза актёров польских сцен (1975—1982). Директор Драматического театра в Варшаве (1966—1968). Член Сената Польши I-го созыва (1989—1991). Умер в Варшаве. Похоронен на кладбище Старые Повонзки.
Его тесть — писатель Ян Парандовский, дочь — актриса Иоанна Щепковская.

## Избранная фильмография
- 1945 — 2 x 2 = 4
- 1948 — Последний этап / Ostatni etap
- 1957 — Шляпа пана Анатоля / Kapelusz pana Anatola
- 1957 — Дождливый июль / Deszczowy lipiec
- 1958 — Галоши счастья / Kalosze szczęścia
- 1958 — Солдат королевы Мадагаскара / Żołnierz królowej Madagaskaru
- 1958 — Пан Анатоль ищет миллион / Pan Anatol szuka miliona
- 1961 — История желтой туфельки / Historia żółtej ciżemki
- 1962 — Одно другого интересней / Wielka, większa i największa
- 1963 — Мансарда / Mansarda
- 1963 — Почтенные грехи / Zacne grzechy
- 1964 — Барышня в окошке / Panienka z okienka
- 1964 — Влюбленный «Пингвин» / Pingwin
- 1965–1966 — Домашняя война / Wojna domowa (телесериал)
- 1966 — Ад и небо / Piekło i niebo
- 1969 — Пан Володыевский / Pan Wołodyjowski
- 1970 — Нюрнбергский эпилог / Epilog norymberski
- 1971 — Голубое, как Чёрное море / Niebieskie jak Morze Czarne
- 1972 — Свадьба / Wesele
- 1975 — Ночи и дни / Noce i dnie
- 1977 — Дело Горгоновой / Sprawa Gorgonowej
- 1977 — Страсть / Pasja
- 1979 — Секрет Энигмы / Sekret Enigmy
- 1980 — Королева Бона / Królowa Bona
- 1985 — Боденское озеро / Jezioro Bodeńskie
- 1995 — Скандал из-за Баси / Awantura o Basię

## Признание
- 1954 — Медаль «10-летие Народной Польши».
- 1954 — Золотой Крест Заслуги.
- 1966 — Награда «Комитета в дела радио и телевидение».
- 1966 — Командорский крест Ордена Возрождения Польши.
- 1967 — Нагрудный знак 1000-летия польского государства.
- 1974 — Медаль «30-летие Народной Польши».
- 1983 — Награда за роль — IX Опольские театральное сопоставления.